# Triandrophyllum
Triandrophyllum é um gênero de herbertáceas.

## Taxonomia
O gênero foi erigido por Fulford e Hatcher (1961) como um segregado de Isolembidium e alocado na família Herbertaceae. De acordo com a base de dados Tropicos, o gênero apresenta em sua totalidade doze espécies. No entanto, conforme a revisão de Söderström et al. (2016) apenas cinco espécies possuem nomes válidos.

## Habitat
Geralmente ocorrem no solo em ambientes úmidos ou pantanosos em áreas montanhosas a alpinas.

## Fitogeografia
O gênero possui espécies distribuídas por quatro reinos fitogeográficos, com predominância no neotrópico e no antártico, além dos reinos australiano e paleotrópico.

## Espécies
- Triandrophyllum eophyllum
- Triandrophyllum fernandeziense
- Triandrophyllum heterophyllum
- Triandrophyllum subtrifidum
- Triandrophyllum symmetricum